# Halbmetallwagen der PO
Die Halbmetallwagen der PO (fr: Voitures semi-métalliques du PO) waren Reisezugwagen der französischen Eisenbahngesellschaft Compagnie du chemin de fer de Paris à Orléans (PO).

## Hintergrund
Gegen Ende des 19. Jahrhunderts war der Eisenbahnverkehr in Frankreich stark angewachsen. Die zunehmende Zahl der Züge, deren zunehmendes Gewicht und höhere Geschwindigkeiten dank leistungsfähigerer Lokomotiven führten zu häufigeren Unfällen. In den Holzaufbauten der Reisezugwagen waren die Fahrgäste nicht mehr ausreichend geschützt und im Fall eines Unfalls – nicht zuletzt durch Holzsplitter und ausbrechendes Feuer – gefährdet.

## Geschichte und Beschreibung

### Prototypen
Um die Sicherheit der Fahrgäste zu verbessern, entwickelte der Ingenieur Émile Polonceau im Auftrag der PO Drehgestellwagen, deren Aufbauten teilweise aus Metall bestanden. Im Jahr 1889 wurden die ersten fünf Prototypen derartiger Fahrzeuge in Dienst gestellt. 1894 kamen zweiachsige Wagen dieser Bauweise hinzu, die wegen ihrer Länge später ebenfalls Drehgestelle erhielten. Der Wagenboden und die Querstreben waren aus Stahl, von den Längsträgern bis zur Unterkante des Fensterbands bestanden die Seitenwände aus 5 bis 8 mm starkem Blech. Der obere Teil des Wagenkastens und das Innere des Wagens wurden nach wie vor aus Holz gefertigt. Die Wagen erwiesen sich als so stabil, dass man auf die bis dahin notwendigen Untergurte verzichten konnte. Wegen des Holzanteils blieb das Sicherheitsproblem für die Fahrgäste dennoch nur unbefriedigend gelöst.

### Serienfahrzeuge
Erst in den Jahren 1907 bis 1914 wurden schließlich 151 derartige Fahrzeuge in Serie gebaut, die auch als „Polonceau“-Wagen bezeichnet wurden. Die bis zu 23,45 m langen Wagen gelten als die bemerkenswertesten Reisezugwagen der Zeit vor dem Ersten Weltkrieg. Dank ihrer Laternendächer waren die Innenräume der Wagen der reinen 1. Klasse 2,80 m hoch. Sie waren außergewöhnlich luxuriös und komfortabel eingerichtet, mit lederbezogenen Einzelsitzen und Mahagoni-Intarsien sowie elektrischer Beleuchtung und Heizung. In den Rauchersalons standen den Fahrgästen Kanapees, in den Salonwagen eine Bibliothek mit Schreibtisch und Sesseln zur Verfügung. Sie waren in die Bauarten AT8 (13 Abteilwagen), AT7 (2 Salonwagen), AT5 (3 Raucherwagen) und AT4D (3 Wagen mit Gepäckabteil) aufgeteilt.
Zahlenmäßig am stärksten vertreten waren die 52 gemischtklassigen Wagen des Typs A3B5T. Diese Fahrzeuge wiesen drei Abteile der 1. und fünf der 2. Klasse auf. Die 13 Wagen der Bauart ABTD verfügten zusätzlich über ein Gepäckabteil. Zehn Wagen (Typ B9T) führten nur neun Abteile der 2. Klasse; die zehn C10T waren reine Abteilwagen der 3. Klasse und die einzigen dieser Wagenklasse.

### Sechsachsige Wagen
Insgesamt 16 Fahrzeuge der Typen AT8, AT7, AT5 und AT4D wurden mit dreiachsigen Drehgestellen ausgestattet. Das damit verbundene hohe Gewicht dieser reinen Erste-Klasse-Wagen von 49 t wurde zugunsten eines ruhigeren Laufs hingenommen. Bei einem zweiachsigen Drehgestell fallen erst dessen vordere und dann die hinteren Räder in die Lücken der Schienenstöße und Weichen, woraus das laschenstoßtypische Überrollgeräusch (klack-klack) resultiert. Dies wird bei einem dreiachsigen Drehgestell vermieden, da die Räder der zweiten und der dritten Achse jene der ersten in der Luft halten, weshalb diese über die Lücke am Schienenstoß „fliegen“. Erreicht die zweite Achse die Lücke, befindet sich die erste bereits wieder auf „festem Boden“, und auch die Räder der dritten überqueren die Lücke schließlich kontaktlos. Diese, als „12 roues“ bezeichneten, leise und sanft laufenden Fahrzeuge gelten als schönste französische – wenn nicht europäische – Wagen ihrer Zeit. Aufgrund des hohen Gewichts und des – anders als z. B. in den USA – guten Zustands der Gleisanlagen wurde dieses Konzept in Frankreich aber nicht weiter verfolgt. Die 16 Wagen der PO blieben dort die einzigen Fahrzeuge ihrer Art.

## Nachfolger und Ende
Nach dem Ersten Weltkrieg brachte die PO entsprechende Wagen in Ganzstahlbauweise auf ihre Gleise, die vor allem in der Relation Paris–Bordeaux eingesetzt wurden. Gegenüber den 1924 erschienenen OCEM-Wagen waren sie in mancher Hinsicht jedoch bereits veraltet. Dennoch konnte sich die PO erst 1927 zum Erwerb einer zunächst kleinen Zahl dieser neuen Einheitsfahrzeuge entschließen.
Mit ihrer Gründung im Jahr 1938 übernahm die Staatsbahn SNCF die Halbmetallwagen und ihre Ganzstahl-Nachfolger von der PO. Erstere wurden noch über den Zweiten Weltkrieg hinaus eingesetzt, danach aber zeitnah abgestellt.